# لا پالما (کالیفرنیا)
لا پالما (به انگلیسی: La Palma) شهری در شهرستان اورنج، کالیفرنیا ایالت کالیفرنیا است که در سرشماری سال ۲۰۱۰ میلادی، ۱۵۵۶۸ نفر جمعیت داشته است. 